# Irl (Oberbergkirchen)
Irl ist ein Gemeindeteil und eine Gemarkung in Oberbergkirchen, einer Gemeinde im oberbayerischen Landkreis Mühldorf am Inn.

## Geographie
Das Dorf Irl liegt ca. einen Kilometer nördlich von Oberbergkirchen am Irlerbach, einem linken Nebenfluss der Rott.

## Geschichte
Irl kam über eine Schenkung König Arnulfs von Kärnten im Jahr 899 an das Domkapitel Regensburg und verfügte daher über ein eigenes Propsteigericht, genannt die „Irlschaft“, das über die Grenzen der späteren Gemeinde Irl hinausging. Den weltlichen Schutz bzw. die Vogtei über den Besitz des Regensburger Domkapitels übten bis in die erste Hälfte des 13. Jahrhunderts verschiedene  Grafen aus. 1224/25 übernahmen die bayerischen Herzöge die Vogtei. Die Irlschaft wurde um 1300 noch vollständig zum Landgericht Vilsbiburg gerechnet. Erst ab 1369/73 kann die Schranne des Amtes Irl als Teil des Landgerichts Neumarkt an der Rott erkannt werden. Die Niedergerichtsbarkeit lag aber in Teilen weiterhin beim Propsteigericht.
Für das 18. Jahrhundert sind in der statistischen Güterbeschreibung unter dem Gericht Neumarkt im Amt Irl(-schaft) somit vier Obmannschaften ausgewiesen, davon zwei Obmannschaften im Landgericht und zwei Obmannschaften im Propstgericht (Propstei). Daneben bestand seit mindestens 1521 ein adeliger Sitz der Riemhofer in Vatersham, dessen Besitzer Albrecht Siegmund von Riemhofen in der Folge auch die Hofmark Wurmsham erwarb.
Mit der Säkularisation in Bayern kam das Gebiet unter vollständige Kontrolle des bayerischen Staates, der 1818 mit dem Zweiten Gemeindeedikt die Landgemeinde Irl begründete.
Die Gemeinde umfasste folgende Teilorte:
- Bindlhub
- Blöcking
- Egglham
- Erlham
- Gerling
- Hollroth
- Holzhäuseln
- Hudlberg
- Irlham
- Lanzing
- Manholding
- Muttersham
- Oberthalham
- Oberwalding
- Pfaffing
- Ranerding
- Riedlham
- Riegelsberg
- Ritzing
- Rott
- Unterthalham
- Utzing
- Vatersham
- Weihprechting

Im Jahr 1838 entstand das Landgericht Neumarkt an der Rott neu, zu der auch die Gemeinde Irl wieder gehörte. Das Bezirksamt Mühldorf als Verwaltungsbehörde (ab 1939 Landkreis Mühldorf am Inn) wurde dann im Jahr 1862 durch den Zusammenschluss der Landgerichte älterer Ordnung Mühldorf und Neumarkt an der Rott gebildet. Die Gemeinde Irl kam am 1. Januar 1975 im Zuge der Gebietsreform in Bayern zu Oberbergkirchen.